# Porco caruncho
Porco caruncho, porco carunchinho, porco canastrinho, porco macau, porco nilo, porco tatu, porco perna-curta ou porco baé são os nomes dados a um tipo de suídeo surgido no Brasil de pequeno porte que se encontra em risco de extinção. Não há um consenso se todos estes nomes de porcos anteriormente citados pertencem ao mesmo tipo ou podem ser considerados, em alguns casos, tipos diferentes.

## História
Desde o descobrimento do Brasil, os portugueses trouxeram diversos porcos de diferentes tipos que foram deixados no país em diferentes regiões, no que tiveram que se adaptar e sobreviver, desenvolvendo-se por séculos, resultando nos animais atuais. Estes porcos têm como principais ancestrais animais de origem da Índia ou da Indochina que os portugueses trouxeram em decorrência do comércio marítimo oriental.

## Risco de extinção
O porco caruncho não é uma raça propriamente dita por não ter um padrão muito bem definido. Deste modo, é um tipo de porco que tem alguma variação fenotípica. Apesar de algumas características físicas em comum com raças orientais, sendo as mais visíveis o pequeno porte do animal e as orelhas pequenas, tornado-o o porco de menor tamanho no Brasil,  se encontra em risco de extinção. Não são mais encontrados facilmente pelo interior do País, sendo criados por alguns como um passatempo. Isto se deu devido ao desinteresse na sua criação para fins econômicos, por conta da integração da agroindústria, pois, a partir de 1970 os produtores brasileiros se interessaram em melhorar a suinocultura brasileira com a importação de porcos estrangeiros de maior porte, mais produtivos, precoces, prolíficos e de aptidão para carne. Deste modo, os porcos foram divididos em 3 tipos: carne, misto e banha. Com a valorização de raças do tipo carne, a grande maioria dos porcos nativos, a exemplo dos porcos pirapetinga, porco canastrão e porco canastra, perderam espaço por ser do tipo banha. Consequentemente, por ser uma raça de porte pequeno, tipo banha e mais tardia, os abatedouros também perderam interesse comercial no porco caruncho. Desta maneira, estes animais nativos ficaram restritos a criações de subsistência, na maioria das vezes limitados a pequenos produtores em Minas Gerais e Goiás e de maneira pontual em outros estados. Para agravar a situação da raça, as fêmeas remanescentes devem ter sido muito usadas para cruzamentos de absorção. Os poucos animais que ainda restam podem possuir problemas congênitos, por conta da alta consanguinidade ou de mestiçagem, o que exigiria para o resgate deste animal um processo mais minucioso, demorado e cuidadoso com a incorporação de animais com linhas de sangue distintas, de preferência com animais de diferentes regiões.

## Características
O porco caruncho é de aptidão para banha. É uma raça tardia, cujo ponto de abate leva mais tempo que em outras raças. Seu peso, em média, varia de 60 a 100 quilos, porém existem variedades de animais menores, com peso médio em torno dos 40 quilos; e variedade maiores, que podem chegar a 150 quilos.
Com a grande controvérsia a respeito do uso de gordura animal ou de gordura vegetal e suas consequências para a saúde humana que dominou a literatura científica nas últimas décadas, com recentes estudos indicando que a banha de porco não é prejudicial como se supunha antigamente, com algumas pesquisas apontando que os óleos vegetais tem características que são prejudiciais a saúde, o mercado de banha de porco vem crescendo novamente, aos poucos e raças produtoras de banha podem voltar a ser economicamente viáveis e importantes.

## Potencial econômico
Existem alguns trabalhos para recuperar e valorizar o potencial econômico de raças nativas nacionais, como o porco piau, porco moura, etc. Com o porco caruncho também tem sido feito alguns estudos e testes neste sentido.

## Potencial como animal de estimação
A raça se encontra em risco de extinção pelos motivos citados: tardia, tipo banha, pequena, etc. Um eventual trabalho de recuperação da raça poderia dar a estes animais uma nova destinação que é pouco dada a porcos: animais de estimação. Os porcos miniaturas não são uma raça propriamente dita, mas tipos de porcos que tem em comum o tamanho pequeno que tem se tornado sucesso como animais de estimação em países como os Estados Unidos da América, cujo peso desejado varia de pouco mais de 20 até 90 quilos (preferencialmente por volta dos 25 a 30 quilos). O porco caruncho na sua variedade de menor porte poderia ser selecionado para esta finalidade por conta do seu menor tamanho e peso e temperamento considerado tranquilo.

## Distribuição do plantel
Os poucos locais que ainda se encontram porcos caruncho é em Minas Gerais, Goiás e de maneira bem espaçada em outros estados.

## Melhoramentos genéticos
A raça, neste momento, necessita passar inicialmente por um processo de recuperação, estudo das características raciais e, em seguida, a definição de um padrão, potencial econômico e uso de animais para melhoramento do plantel.

## Valor genético
Um trabalho de resgate e conservação destes animais permitiria identificar a composição de seus genes e seu uso naquelas características consideradas vantajosas, aprimorando os próprios animais, outras raças ou a criação de novas raças adaptadas a diferentes finalidades ou biomas.